# Gustave Beauverd
Gustave Beauverd (* 20. März 1867, Genf, Schweiz; † 19. März 1942, Clarens VD, Schweiz) war ein Schweizer Botaniker. Er war spezialisiert auf Pteridophyten, Bryophyten und Spermatophyten.

## Wirken
Beauverd arbeitete am „Herbier Bossier“. Sein Hauptwerk galt der Gattung Melampyrum. Er war auch Ko-Autor der Serie „Icones florae Alpinae plantarum“ und Verfasser zahlreicher Einzelabhandlungen zu diversen botanischen Themen. 1931 wurde er Mitglied der Société botanique de France.
Er ist die taxonomische Autorität für die Gattungen Berroa, Parantennaria, Psychrophyton und Stuckertiella. Die Gattung Beauverdia (Familie Alliaceae) wurde von Wilhelm Gustav Franz Herter nach ihm benannt, und Pflanzen mit dem Artnamen beauverdiana sind zu seinen Ehren benannt, wie zum Beispiel Acacia beauverdiana und Photinia beauverdiana.

## Werke (Auswahl)
- Bulletin de L’Herbier Boissier V2: 1902.
- Contributions à la flore de l’Afrique australe. 1913. Flora des südlichen Afrika.
- Monographie du genre Melampyrum L. 1916. Monographie zur Gattung Melampyrum.
- Contribution à la Géographie botanique des Alpes de Savoie. 1922. Phytogeographie der Savoier Alpen.